# 江波橋
江波橋（えばばし）は、広島県広島市中区江波の水路に架かる橋である。

## 概要
広島市道横川江波線の一部であり、太田川水系の旧太田川と太田川水系天満川に挟まれた江波地区の水路に架かっている。水域は、港湾法での管理区分では2河川の河口より沖に位置し広島港（広島湾）内にあたる。
広島市中区江波地区と、三菱重工広島製作所江波工場を中心とした江波沖町工業地帯の埋め立て地を結ぶ橋であり、江波橋は江波沖町への唯一のアクセス道となっている。

## 諸元

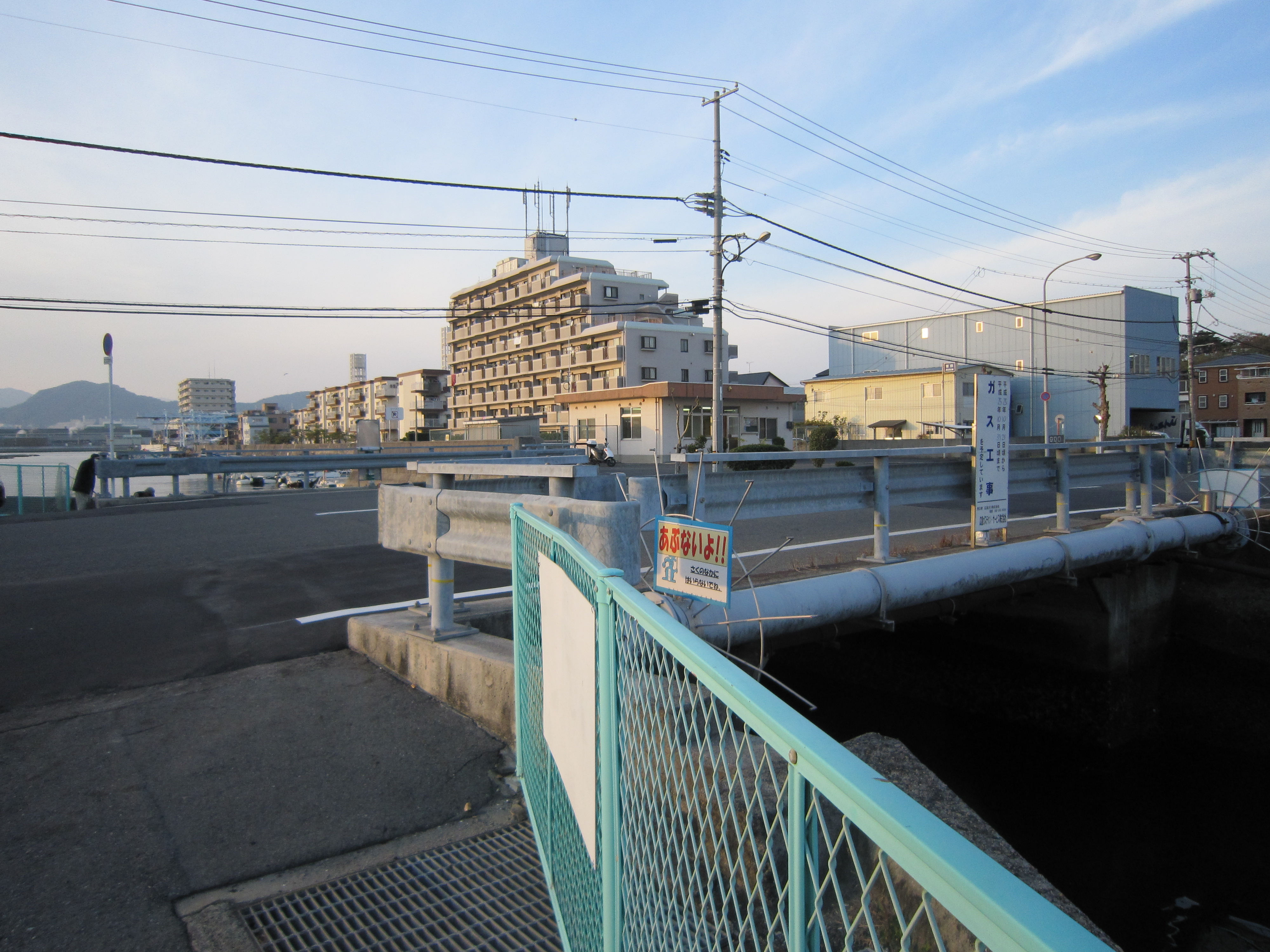
江波橋の欄干

- 路線名：おさん通り（広島市道横川江波線）
- 橋長：?m
- 幅員：15m[2]

## 歴史
- 1940年以降「広島工業港建設計画」が始動、広島市江波町の江波山南側海面が埋め立てられた[3]。埋め立てとともに、江波橋も架橋され、1943年広島市江波町南側の造成埋立地に出来た三菱重工広島造船所江波工場が操業を開始。江波橋は三菱重工広島造船所へのアクセス道として活用された。戦後は三菱重工広島造船所江波工場が三菱重工広島製作所江波工場に変わり、三菱重工以外にも、いくつかの工場及び、廃プラスチックの圧縮梱包施設であるダイヤエコテック広島などの施設が存在する。
- 1979年に広島市道横川江波線の江波トンネルが全通したことにより、JR横川駅から三菱重工広島製作所江波工場正門前までが結ばれたが、当初の計画であった、広島電鉄江波線は当初の予定であった三菱重工広島製作所江波工場まで開通しておらず、江波電停 - 三菱重工江波工場間の軌道の延長が望まれている。